# Anton Tinnes
Anton Tinnes (geboren 2. April 1899 in Reisweiler; gestorben 9. August 1960 in Bad Kreuznach) war ein deutscher Geologe und Kommunalpolitiker. 

## Leben
Anton Tinnes studierte Geologie und wurde 1927 in Göttingen promoviert. Er arbeitete seit 1922 als Markscheider in den Bergbaugebieten Westfalens, Hannovers und Thüringens. Nach der Machtübergabe an die Nationalsozialisten 1933 floh er ins Saargebiet. Er wurde Geschäftsführer der von Johannes Hoffmann gegründeten Partei „Volksbund für christlich-soziale Gemeinschaft“, die gegen den Anschluss des Saargebiets an das nationalsozialistische Deutsche Reich eintrat. Nach der Saarabstimmung 1935 emigrierte er erst nach Frankreich, von dort nach Großbritannien und dann nach Belgien, wo er nach dem deutschen Überfall auf Belgien 1940 von den Deutschen festgenommen wurde. Zwischen Juli 1940 und Mai 1941 war er in Saarbrücken inhaftiert. Mit einer zweijährigen Berufssperre freigelassen arbeitete Tinnes von 1942 bis 1946 als Markscheider bei den Röchling’schen Eisen- und Stahlwerken in Völklingen. 
Nach Kriegsende wurde Tinnes Mitglied der Christlichen Volkspartei des Saarlandes (CVP) und im September 1946 zum ehrenamtlichen Bürgermeister von Völklingen gewählt. Ab 1949 arbeitete er als Vermessungsdirektor bei der Stadt Saarbrücken.

## Dissertation
- Die Ältere Salzfolge Mitteldeutschlands unter besonderer Berücksichtigung des Unstrutgebietes. Berlin : Preuß. Geol. Landesanstalt, 1927. Göttingen, Math.-naturwiss. Diss., 1927